# Holub lesní
Holub lesní (Alectroenas nitidissimus) je vyhynulý druh holubovitého ptáka, který se endemitně vyskytoval na maskarenském ostrově Mauricius v Indickém oceánu východně od Madagaskaru. Holub lesní představuje typový druh rodu Alectroenas, jenž zahrnuje dva vyhynulé příbuzné z Maskarén a tři žijící zástupce z jiných ostrovů. Na hlavě, krku a hrudi měl holub lesní bílé peří, opeření těla bylo modré, ocas a neopeřené části hlavy byly červené. Podobnost s barvami nizozemské vlajky tomuto druhu vynesla francouzské pojmenování holandský holub (Pigeon Hollandais). Mladí jedinci však mohli mít částečně zelené peří. Šlo o asi 30 cm velkého ptáka, největší druh svého rodu. Živil se ovocem, ořechy a měkkýši mauricijských lesů a vyhynul nejspíše ve 30. letech 19. století v důsledku odlesňování a lovu.
Nejstarší záznam o tomto druhu poskytují dva náčrty z lodního deníku lodi Gelderland z let 1601–1603. Holub lesní byl od té doby zmíněn v různých dobových popisech, ale jen velmi málo zpráv popisuje chování živých jedinců. V 18. a 19. století se do Evropy dostalo několik vycpaných exemplářů, z nichž dodnes existují pouze tři. Podle některých zdrojů jednoho z těchto ptáků chovali v Nizozemsku okolo roku 1790, ačkoli podrobnější analýza dochovaných ilustrací svědčí pro to, že se jednalo spíše o příbuzného holuba bradavičnatého. 

## Systematika

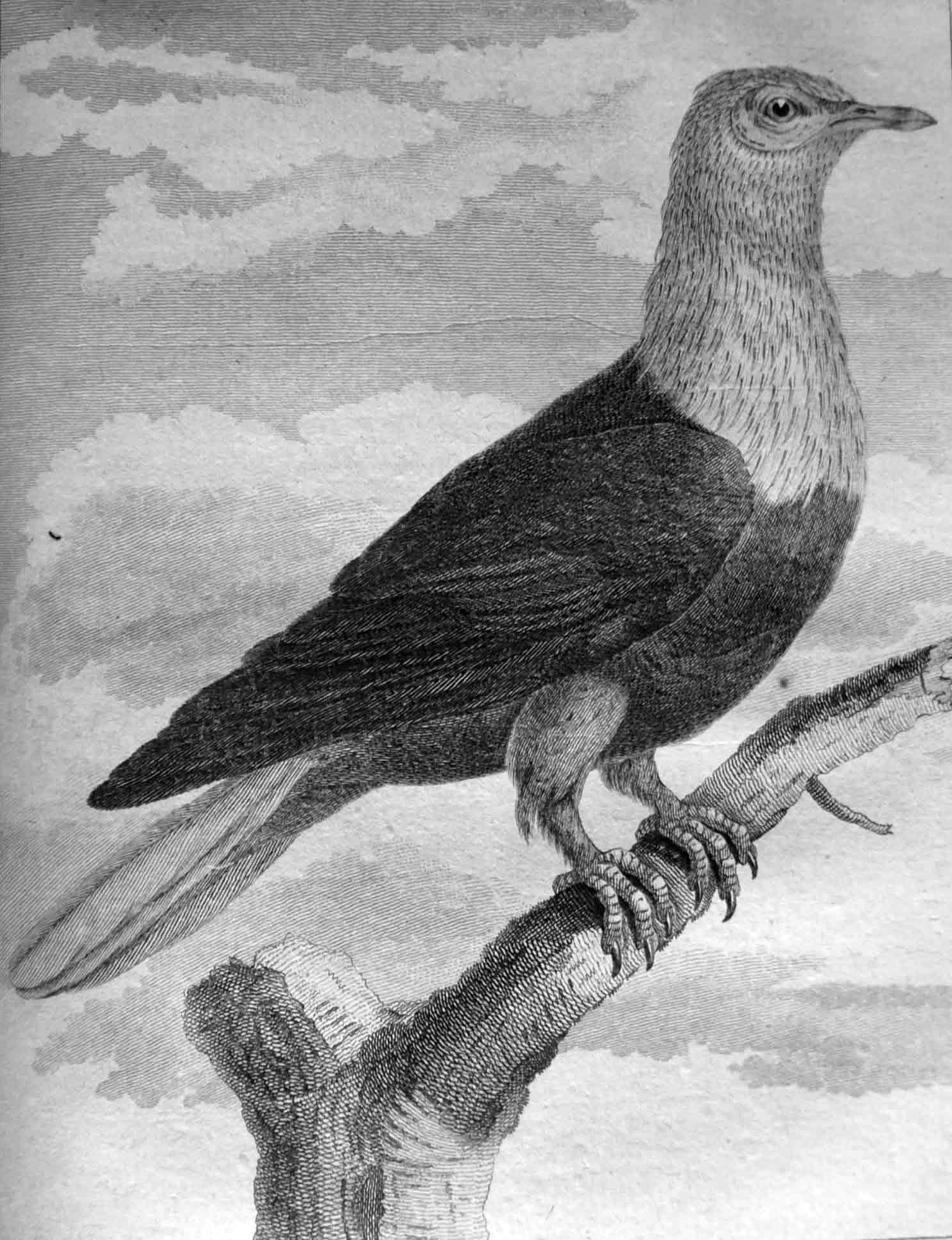
Ilustrace vycpaného exempláře publikovaná se Sonneratovým popisem z roku 1782

Nejstarší záznam o holubovi lesním představují dva náčrty z deníku nizozemské lodi Gelderland z let 1601–1603. Ptáci na nich vyobrazení byli nejspíš čerstvě zabití či omráčení. Kresby vytvořil holandský umělec Joris Joostensz Laerle na Mauriciu, zveřejnění se dočkaly teprve v roce 1969. První písemná zmínka o ptáku pochází z roku 1651, kdy francouzský cestovatel François Cauche zmiňuje „bílo-černo-červené hrdličky“, s nimiž se na ostrově setkal roku 1638. Další záznam poskytl Jean-François Charpentier de Cossigny v polovině 18. století.
Holuba lesního v roce 1782 popsal francouzský přírodovědec Pierre Sonnerat, přičemž pro něj použil pojmenování Pigeon Hollandais (holandský holub). Toto francouzské obecné pojmenování pramení z červeného, bílého a modrého opeření ptáka, připomínajícího tehdejší nizozemskou vlajku (francouzská vlajka tytéž barvy získala až po Velké francouzské revoluci). Sonnerat v roce 1774 získal dva exempláře, jež byly uloženy v Muséum national d'histoire naturelle v Paříži. V roce 1893 došlo k poškození jednoho z těchto vzorků (MNHN n°C.G. 2000–727) při pokusu o fumigaci kyselinou sírovou. Protože Sonnerat ptáka pojmenoval a popsal pouze ve francouzštině, vědecké pojmenování ptáka určil až tyrolský přírodovědec Giovanni Antonio Scopoli v roce 1786. Scopoli typový vzorek osobně neviděl a pouze polatinizoval Sonneratův popis, přičemž pro ptáka zvolil vědecké jméno Columba nitidissima, tedy nejoslnivější holub.
Německý přírodovědec Johann Friedrich Gmelin v roce 1789 popsal holuba lesního pod druhovým jménem franciae (s odkazem na Francii), francouzský přírodovědec Pierre Joseph Bonnaterre zase ve svém popisu z roku 1790 použil druhové jméno batavica (s odkazem na Batávii). V roce 1840 anglický zoolog George Robert Gray pro holuba lesního vytyčil nový rod, Alectroenas. Alektruon je řecké označení pro kura domácího, oinas pak pro holubici. Alectroenas nitidissima tak představuje typový druh tohoto rodu, jenž vyjma něj zahrnuje větší množství druhů. V roce 2012 Mezinárodní ornitologická unie (IOC) pozměnila hláskování druhového jména z nitidissima na nitidissimus.
V roce 1800 dorazila do pařížského muzea další kožka, již získal plukovník M. Mathieu pro francouzského ornitologa Louise Dufresna. V roce 1819 byla spolu s ostatními vzorky prodána, poslána do Edinburghu a nyní ji schraňuje Skotské národní muzeum. Jako holuba lesního tento vzorek identifikoval teprve britský ornitolog Alfred Newton v roce 1879. Poslední zaznamenaný exemplář holuba zastřelili v Savanne v roce 1826. Dostal se k Julienu Desjardinsovi, zakladateli Mauricijského přírodovědného muzea v Port Louis a v této instituci se stále nachází, byť ve špatném stavu. Do současnosti se tak dochovaly pouze tři vycpané vzorky. Vyjma nich muzejní exempláře zastupují subfosilní pozůstatky, jež shromáždil Théodore Sauzier roku 1889 v mauricijské bažině Mare aux Songes a také Etienne Thirioux kolem roku 1900, nejspíš v blízkosti hory Le Pouce a v Plaine des Roches.

### Evoluce
Modří holubi rodu Alectroenas představují blízce příbuzné, alopatrické druhy pocházející ze západní části Indického oceánu. Lze je považovat za superdruh. Tři druhy z tohoto rodu stále přežívají, a sice holub červenoocasý (A. madagascariensis), holub modrobřichý (A. sganzini) a holub bradavičnatý (A. pulcherrima). Každý z ostrovů Maskarén hostil samostatný druh, nyní vyhynulý. Vyjma mauricijského holuba lesního šlo o rodrigueský druh Alectroenas payandeei a blíže nepopsanou formu z Réunionu.
Ve srovnání s ostatními holubovitými představují zástupci rodu Alectroenas středně velké až velké holuby se zavalitým tělem a delšími křídly a ocasem. Všechny druhy mají na hlavě a krku výrazné, vztyčující se peří. Tibiotarsus je poměrně dlouhý a tarsometatarsus (běhák) krátký. Předkové tohoto rodu mohli kolonizovat Maskarény, Seychely nebo dnes již ponořené ostrovy v regionu prostřednictvím metody „ostrovních skoků“. Teprve později odtud zřejmě kolonizovali Madagaskar. Jejich nejbližším příbuzným je dle genetických analýz holub novokaledonský z Nové Kaledonie (Drepanoptila holosericea), obě linie se od sebe oddělily před asi 8–9 miliony lety. Jejich předkem mohou být plodožraví holubi rodu Ptilinopus z jihovýchodní Asie a Oceánie.

### Nesprávné identifikace
Okolo roku 1790 byl do Nizozemska dopraven modrý holub – údajně pocházející z Mauricia – a po dobu tří měsíců přežíval ve zvěřinci Viléma V. Oranžského, než uhynul na edém. Jediné známé kresby založené na živém exempláři, o nichž se předpokládá, že vyobrazují holuba lesního, vyobrazují právě tohoto jedince; jejich autorem je nizozemský umělec Gijsbertus Haasbroek a poprvé je vydal Piet Tuijn v roce 1969 spolu se skicami z deníku lodi Gelderland. Ilustrace vyobrazují samce s načepýřeným peřím na krku. Podobné chování je pro holuby tohoto rodu charakteristické. Ředitel zvěřince Arnout Vosmaer zanechal na zadní straně kolorované kresby popis tohoto jedince, v němž uvedl, že pták, jehož nazývali „Pavillons Hollandais“, mohl načepýřit peří na hlavě do podoby obojku a ozýval se zvuky „baf baf“ a vrkáním.
Na rozdíl od tří dochovaných kožek holuba lesního má pták na Haasbroekově ilustraci červené čelo. Stejný znak se objevuje v případě obou pohlaví holuba bradavičnatého, jenž pochází ze Seychel. Anglický paleontolog Julian P. Hume navrhl, že kresba zobrazuje samce, zatímco dochované kožky představují samice. Cossigny v polovině 18. století totiž popsal samce jako „nekonečně hezčího“ oproti samici.
V roce 2020 holandská výzkumnice a umělkyně Ria Wintersová poznamenala, že ptákem na kresbě by mohl být spíše přímo holub bradavičnatý, nikoli holub lesní. Britský ekolog Anthony S. Cheke tuto hypotézu podrobněji rozvedl v roce 2020, když se v aukci znovuobjevila třetí Haasbroekova ilustrace. Cheke poznamenal, že jedna z Haasbroekových kreseb byla v původním vydání z roku 1969 otištěna pouze v jednobarevné podobě, a proto mohla zmást pozdější výzkumníky, ačkoli už měli k dispozici barevnou verzi. Zbarvení ptáka podle Chekeho jednoznačně odpovídá zbarvení holuba bradavičnatého, protože ocas je tmavě modrý namísto červeného a koruna je červená namísto bílé. Cheke také spekuloval, že jméno Pavillons Hollandais, o kterém se zmiňuje Vosmaer, bylo zkomolením pojmenování pigeon hollandais, odkazující na červené, bílé a modré opeření podobné holandské trikolóře. Vosmaerova informace o tom, že holub pocházel z Mauricia, mohla být zavádějící, nikoli však nesprávná: holuba pravděpodobně odeslali ze Seychel přes Mauricius, protože Seychely tehdy představovaly území závislé na Mauriciu.

## Popis
Peří na hlavě, krku a hrudi holuba lesního bylo stříbřitě bílé, dlouhé, tuhé a zašpičatělé, zejména na krku. Oči obklopovala jasně červená, neopeřená kůže, jež sahala přes tváře až k zobáku. Zbarvení na těle se pohybovalo v indigových odstínech, přičemž hřbet, ramenní peruť a křídla měly spíše kovově modré odstíny. Báze vnějších rýdovacích per na ocase měly zčásti načernale modré zbarvení, ocas byl jinak kaštanový. Zobák byl nazelenalý, s tmavší špičkou, končetiny se pohybovaly v tmavých, břidlicově šedých odstínech. Duhovka byla červenooranžová, s vnitřním žlutým kroužkem.
Celková velikost těla činila asi 30 cm, křídla měřila asi 208 mm, ocas 132 mm, zobák 25 mm a běhák 28 mm. Šlo o největší a nejrobustnější druh svého rodu, přičemž výrazná pera na krku byla delší a pokrývala větší plochu než u ostatních zástupců rodu Alectroenas. Jedna mauricijská žena, která na pozorování těchto ptáků vzpomínala v 19. století, uvedla, že mohli mít také zelené peří. Vzhledem k tomu, že zelené peří je typické pro juvenilní jedince blízce příbuzného holuba bradavičnatého a holuba temnookého, dá se předpokládat, že zelení mohli být nedospělí holubi lesní.
Podle některých vyobrazení a popisů měl holub lesní červeně zbarvené končetiny, ačkoli jde spíše o nedorozumění v důsledku skutečnosti, že když vybledla původní barva nohou u pařížského exponátu, došlo k jeho natření červenou barvou. Končetiny zbývajících dvou exemplářů, jež nebyly nikdy přebarveny, vybledly do žlutavě hnědé. Výše zmíněné červené zbarvení rovněž nezmiňují ani dobové popisy, proto se taková vyobrazení ptáka pokládají za chybná. Některé moderní ilustrace ptáka jej také ztvárňují s výrazně vrásčitým obličejem, jako je tomu u holuba bradavičnatého. Z dobových záznamů se tuto skutečnost podařilo potvrdit teprve v roce 2015, kdy byla zveřejněna zpráva Johannese Pretoria z jeho pobytu na Mauriciu ze 60. let 17. století, jež se zmiňuje o ptákovi s „bradavičnatou tváři“.

## Chování a ekologie
O chování tohoto mauricijského endemita se dochovalo jen kusé množství informací; nepublikované poznatky Desjardinse se nyní pokládají za ztracené. Pták pravděpodobně žil v párech nebo malých skupinách ve vlhkých, horských stálezelených lesích, tedy podobným způsobem života, jako jeho stále žijící příbuzní. Subfosilní pozůstatky nalezené na středozápadě, středovýchodě a jihovýchodě ostrova svědčí o tom, že zde historicky šlo o široce rozšířený druh. Francouzský přírodovědec Jacques Gérard Milbert roku 1812 uvedl, že holubi lesní žijí osamělým životem v říčních údolích; během francouzské nadvlády na Mauriciu (1715–1810) se holub lesní stal zřejmě vzácnějším druhem, protože během této doby došlo k odlesnění téměř všech nížinných regionů na ostrově.

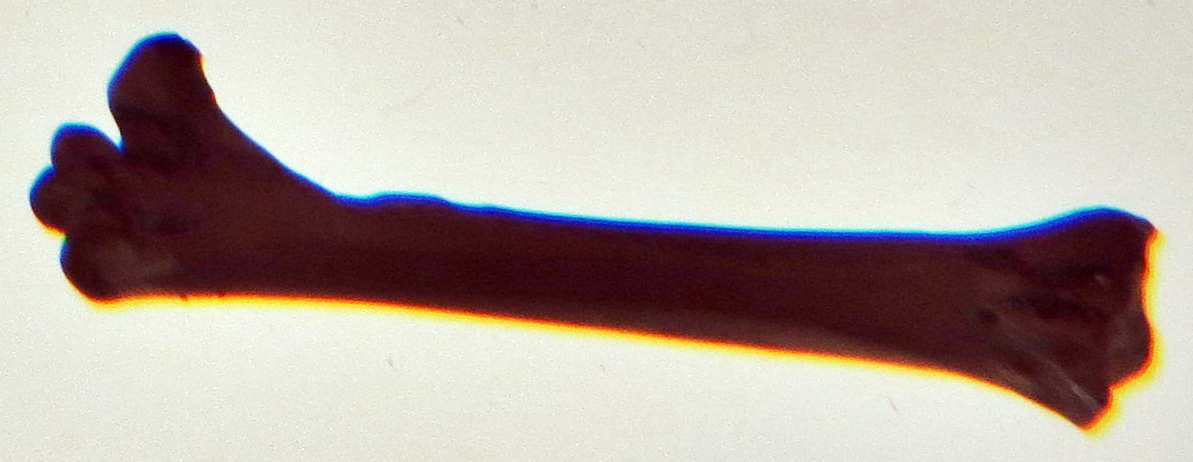
Subfosilní běhák z Naturalis Biodiversity Center

Po příchodu lidí na Mauricius vyhynula řada původních tvorů a místní ekosystémy byly lidskou činností výrazně poškozeny. Před příchodem lidí byl ostrov zcela porostlý lesy, nicméně kvůli odlesňování z nich zůstalo pouze několik malých zbytků. Přežívající endemitní fauna je stále vážně ohrožena. Holub lesní žil vedle jiných v novověku vyhynulých ptáků, jako byli chřástal rezavý (Aphanapteryx bonasia), papoušek širokozobý (Lophopsittacus mauritianus), dronte mauricijský (Raphus cucullatus), papoušek Bensonův (Psittacula bensoni), sovka Sauzierova (Mascarenotus sauzieri), lyska mauricijská (Fulica newtonii) nebo kachna mauricijská (Anas theodori). Žily zde také některé druhy želv (želva Gadowova (Cylindraspis triserrata), želva nejapná (Cylindraspis inepta)), na Mauriciu a Réunionu se vyskytoval kaloň maskarénský (Pteropus subniger) a hlemýžď Tropidophora carinata, nyní vyhynulí na obou ostrovech. Zanikly též rostliny jako polouš Casearia tinifolia či orchidej Angraecum palmiforme.

### Potrava

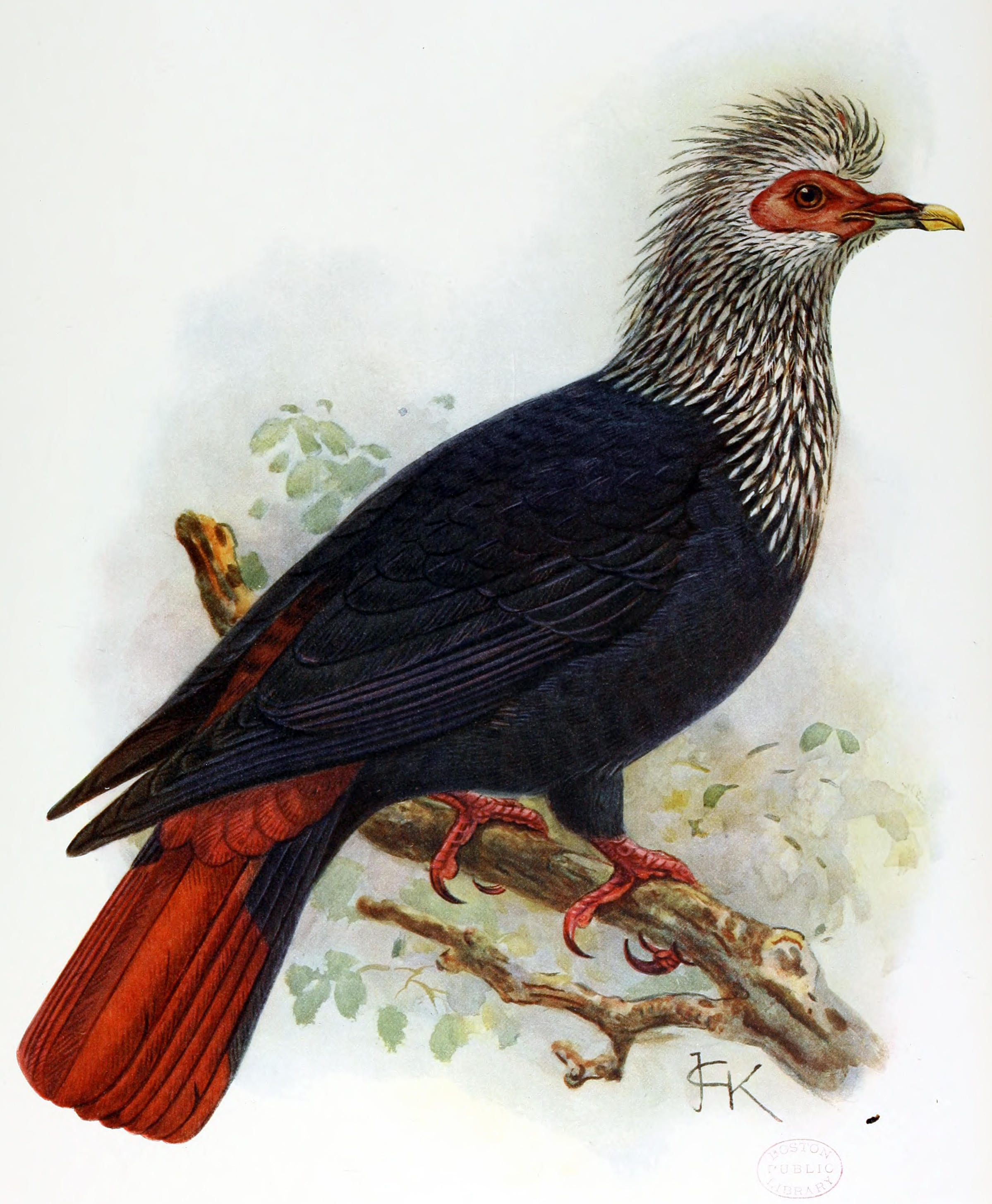
Ilustrace pařížského exempláře z roku 1907 od Johna Gerrarda Keulemanse

Hlavní složku potravy holuba lesního zřejmě představovalo ovoce a ořechy. Stejně jako ostatní holubi z rodu Alectroenas možná žili ve stromovém baldachýnu a prováděli sezónní migrace za potravou. Když Cossigny v polovině 18. století jednoho holuba pitval, podařilo se mu získat i obsah jeho žaludku, jenž od něj spolu s příslušným exemplářem a dopisem se získanými poznatky obdržel francouzský vědec René Antoine Ferchault de Réaumur. Žaludek a vole obsahovaly čtyři „oříšky“, údajně semena kalaby Calophyllum tacamahaca nebo zapotovité rostliny Labourdonnaisia calophylloides. Semeny C. tacamahaca se živí i ostatní holubi rodu Alectroenas, k čemuž jim napomáhá svalnatý žaludek. V roce 1812 poskytl francouzský přírodovědec Jacques Gérard Milbert jediný popis chování ptáka ve volné přírodě:
Druhým ptákem je holub s hřívou, jehož obyvatelé Ile de France [Mauricia] nazývají také holubem holandským; hlavu, krk a hruď zdobí dlouhé špičaté bílé peří, které pták může dle libosti vztyčovat; zbytek těla a křídla jsou jemně sytě fialové; konec ocasu je purpurově červený. Jde o jeden z nejkrásnějších druhů svého rodu... Žije samotářsky v údolích řek, kde jsem tohoto ptáka často vídal, ale nedokázal odchytit. Požírá ovoce a sladkovodní měkkýše.

Tvrzení, že se holub lesní živil říčními měkkýši, kritizovali francouzští zoologové Alphonse Milne-Edwards a Emile Oustalet v roce 1893. Jejich názor později zastával i americký ornitolog James Greenway v roce 1967, protože holubi rodu Alectroenas žijí převážně na stromech. Od té doby bylo nicméně poukázáno na skutečnost, že jiní převážně plodožraví holubi, jako zástupci rodu Ptilinopus a Gallicolumba, občas skutečně požírají měkkýše a jiné bezobratlé. Sladkovodní plže také prokázaně požíraly dva druhy z rodu Nesoenas, z nichž jeden lovil dokonce i pulce. Protože ale druhy z rodu Alectroenas skutečně jen zřídka slétávají na zem, Milbert mohl mít stejně dobře na mysli stromové plže. Hlemýždi mohli holubům poskytovat zdroj vápníku pro tvorbu vajec. Pretorius se holuby pokusil chovat v zajetí, nicméně všichni jím chovaní jedinci uhynuli, zřejmě kvůli své extrémní potravní specializaci na plody.

## Vyhynutí

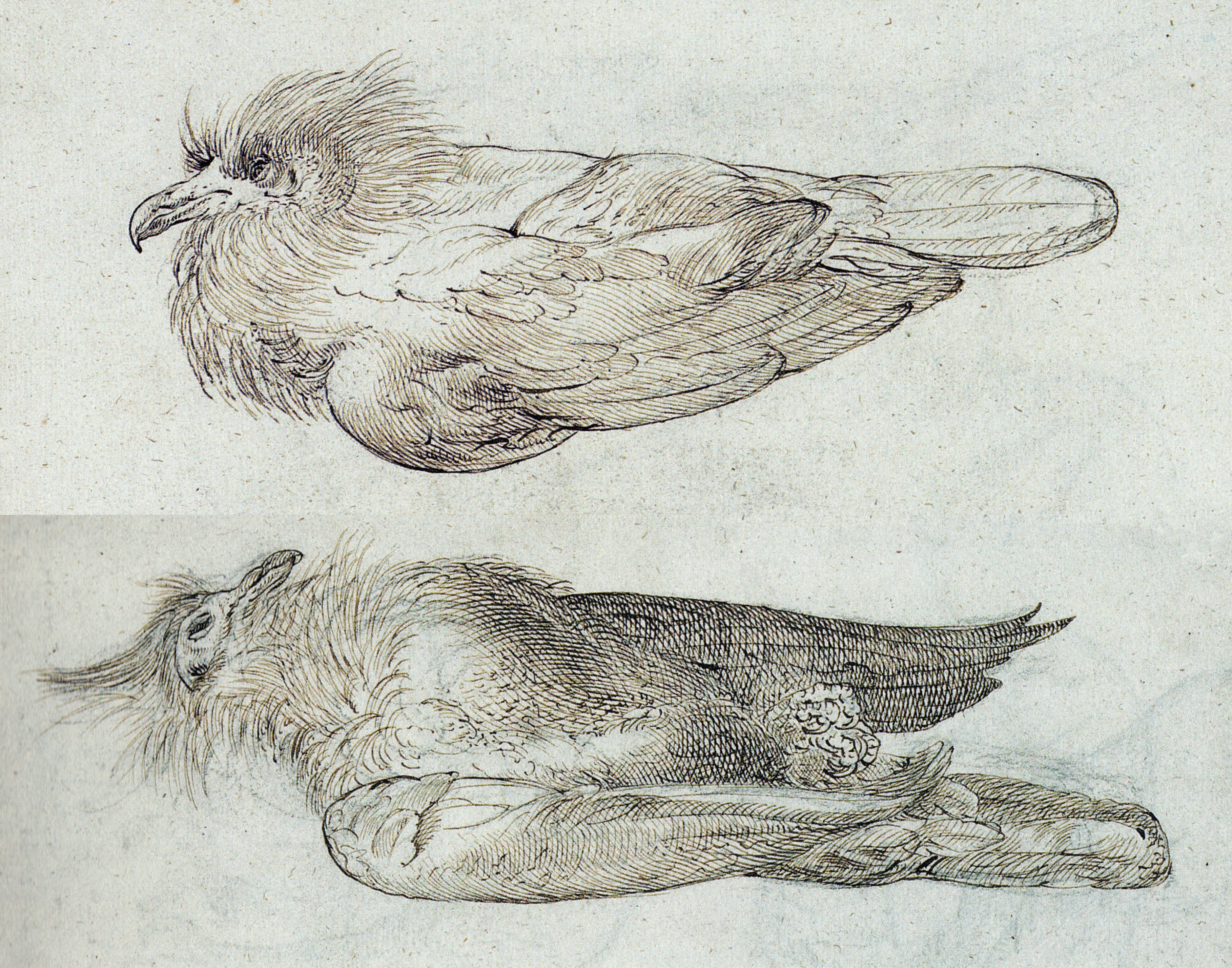
Na kresbách z deníku lodi Gelderland (Joris Joostensz Laerle, 1601)

Holub lesní koexistoval s lidmi asi 200 let. Pokles jeho početnosti koreluje s odlesňováním, jež představuje hrozbu i pro přežívající druhy z rodu Alectroenas. V roce 1859 na Mauriciu zbývala pouze malá plocha nížinného lesa. Plodožraví ptáci však často potřebují rozsáhlá území pro hledání potravy a pohybují se mezi všemožnými typy lesů, kde pátrají po různých, nepravidelně rozmístěných zdrojích potravy. Jejich zvyk sedávat na neolistěných větvích tyto ptáky také činí zranitelnými ze strany lovců.
Cossigny poznamenal, že se holub lesní stal na ostrově vzácným okolo roku 1755, ačkoli ještě o asi 23 let dříve šlo o hojný druh. Cossigny tento pokles kladl na vrub odlesňování a lovu uprchlými otroky. Na druhou stranu podle Pierra Josepha Bonnaterreho holubi žili na Mauriciu hojně ještě kolem roku 1790. Ačkoli to nebyla pravda, tradovalo se, že holubi lesní měli v určitém období roku nepoživatelné maso, podobně jako stále žijící holub růžový (Nesoenas mayeri). Navzdory tomu však byl běžně loven a některé dobové zprávy jeho maso pokládají za chutné. Vzhledem k ostrovní krotkosti šlo o relativně snadnou kořist pro lidské lovce.
Poslední potvrzený exemplář holuba lesního byl zastřelen v distriktu Savanne v roce 1826, ale Desjardinsova zpráva z roku 1832 naznačuje, že někteří ptáci mohli nadále přežívat v odlehlých lesích ve středu ostrova. Britský ornitolog Edward Newton, přesvědčený, že holub stále žije, v roce 1863 vyzpovídal v tomto ohledu dva obyvatele Mauricia, přičemž podle získaných informací se zdá, že holub lesní mohl přežívat do roku 1837. První dotazovaný tvrdil, že zabil dva holuby během pobytu britského plukovníka Jamese Simpsona na Mauriciu v letech 1826–37. Žena, jež byla druhým dotazovaným, ptáka naposledy viděla rovněž ve stejném období. Vzpomínala na lov na něj v bažinaté oblasti poblíž Black River Gorges na jihozápadě Mauricia, přibližně z roku 1815:
Když byla ještě dívkou a chodila se svým otcem de Chazalem do lesa, měla možnost vidět množství holandských holubů a Merles [sic!, česky bulbulčík mauricijský, odb. Hypsipetes olivaceus], oba dva ptáci byli tak krotcí, že je bylo možné srazit pouhými klacky, a její otec je takto zabíjel spíše než zastřelením, protože jeho dcera byla velmi nervózním dítětem. Vždy ji varoval, než vystřelil, ale ona ho prý prosila, aby ptáka srazil klackem a nestřílel na něj – řekla, že posledního holandského holuba viděla před asi 27 lety, těsně poté, co se provdala za starého chudáka Moona; holuba z lesa přinesli Marooni [potomci uprchlých otroků]. Řekla, že pták byl větší než běžný holub a hýří v barvách duhy, zvláště kolem hlavy; je červený, zelený a modrý.

Holub lesní tedy pravděpodobně vyhynul ve 30. letech 19. století. Kromě ničení biotopů a lovu se na jeho úbytku zřejmě podíleli i zavlečení predátoři, především makakové jávští (Macaca fascicularis).